# 청주옥산도서관
옥산도서관(玉山圖書館)은 대한민국 충청북도 청주시 흥덕구 소재의 시립 도서관이다.

## 연혁
- 1996. 12. 23 도서관 개관
- 1996. 12. ~ 2000. 12 위탁운영(옥산면 청년회)
- 2001. 01. ~ 2002. 12 위탁운영(옥산면 적십자봉사회)
- 2003. 01. ~ 2014. 06 청원군 직영 운영
- 2014. 07. ~ 현재 청주시 직영 운영

## 시설현황
- 2층: 문화강좌실, 일반열람실
- 1층: 종합자료실, 디지털자료실

## 이용 안내
이용 시간
| 구분         | 화~금요일     | 토·일요일     |
| ------------ | ------------- | ------------- |
| 종합자료실   | 09:00 ~ 22:00 | 09:00 ~ 18:00 |
| 디지털자료실 | 10:00 ~ 17:00 | 10:00 ~ 17:00 |
| 문화강좌실   | 10:00 ~ 20:00 | 09:00 ~ 18:00 |
| 일반열람실   | 09:00 ~ 22:00 | 09:00 ~ 18:00 |

휴관일
- 매주 월요일
- 관공서의 공휴일에 관한 규정에 정하는 공휴일
- 기타 부득이한 사유로 인하여 도서관장이 필요하다고 인정하는 날